# Željko Ivanek
Željko Ivanek (ˈʒɛʎko iˈʋanɛk; Liubliana, 15 de septiembre de 1957) es un actor esloveno. Ganó un premio Emmy en 2008 por su rol en la serie Damages.

## Primeros años
Ivanek nació en Liubliana, Eslovenia (por aquel entonces parte de Yugoslavia) pero emigró con su familia a Estados Unidos en 1960, cuando tenía sólo 3 años. Tras dos años, la familia volvió a Eslovenia, aunque regresó de nuevo a EE. UU. después de cinco años, en 1967. Ivanek se graduó en la Universidad de Yale en 1978 y después ingresó en la Academia de Música y Arte Dramático de Londres.

## Carrera
En 1982, obtuvo el papel de Hally en Master Harold... and the Boys de Athol Fugard. También apareció en Cloud Nine de Caryl Churchill (por la que ganó el 1981 Drama Desk Award a Mejor Actor de teatro).
Frecuentemente aparece en Broadway donde ha participado entre otros, en los montajes de Loot (1986), de Joe Orton, El zoo de cristal (1994), de Tennessee Williams y The Pillowman (2005) de Martin McDonagh. Ha sido nominado a tres premios Tony, uno de los cuales por su actuación en la producción original de Brighton Beach Memoirs, otro por Two Shakespearean Actors, y otra por su actuación protagonista como el capitán Queeg en una reposición de The Caine Mutiny Court Martial junto a David Schwimmer y Tim Daly.
Es sobre todo conocido por sus papeles secundarios en las series de televisión Expediente X, Homicide: Life on the Street (como el fiscal Ed Danvers), Damages (Ray Fiske), Oz (gobernador James Devlin), 24 (Andre Drazen), y Héroes (Danko).
En sus apariciones en la pantalla, interpreta a menudo a hombres profesionales tales como abogados o funcionarios del gobierno, a veces de mal carácter.
También trabajó para las series de la HBO True Blood y John Adams.
El 21 de septiembre de 2008 fue galardonado con un Emmy al mejor actor de reparto en una serie dramática por su actuación en el papel de Ray Fiske en Damages.
Ivanek apareció en la tercera temporada de Big Love y en un episodio de House. Desde 2014 tiene un papel protagonista en la serie Madam Secretary como jefe de gabinete del Presidente de los Estados Unidos, papel en el que ha sido nominado y premiado en diversos premios.

## Filmografía
| Año       | Película                          | Rol                                          |
| --------- | --------------------------------- | -------------------------------------------- |
| 1982      | The Soldier                       | Bombmaker                                    |
| 1982      | Tex                               | Hitchhiker                                   |
| 1982      | The Sender                        | John Doe #83/The Sender                      |
| 1983      | Great Performances (TV)           | March Hare                                   |
| 1984      | Mass Appeal                       | Mark Dolson                                  |
| 1984      | The Sun also Rises (TV)           | Bill Gorton                                  |
| 1986      | All My Sons (TV)                  | George Deever                                |
| 1987      | Rachel River                      | Momo                                         |
| 1987      | Echoes in the Darkness (TV)       | Vince Valaitis                               |
| 1987      | Saint Elsewhere (TV)              | Mark Dolson                                  |
| 1990      | Artificial Paradise               | Willy                                        |
| 1990      | L.A. Law (TV)                     | Joel Lassen                                  |
| 1991      | Our Sons                          | Donald Barnes                                |
| 1992      | School Ties                       | Mr Cleary                                    |
| 1993-1999 | Homicide: Life on the Street      | Ed Danvers                                   |
| 1994      | The X-Files                       | Roland Fuller/Dr. Arthur Grable (1 episodio) |
| 1996      | White Squall                      | Capitán de guardacostas Sanders              |
| 1996      | Courage Under Fire                | Ben Banacek                                  |
| 1996      | Infinity                          | Bill Price                                   |
| 1996      | The Associate                     | Agente del SEC Thompkins                     |
| 1997      | Donnie Brasco                     | Tim Curley                                   |
| 1997      | Julian Po                         | Tom Potter                                   |
| 1997      | Oz                                | Gobernador James Devlin (27 episodios)       |
| 1998      | The Rat Pack                      | Robert Kennedy                               |
| 1998      | Nowhere to Go                     | Principal Jack Walker                        |
| 1998      | From the Earth to the Moon        | Ken Mattingly                                |
| 1998      | A Civil Action                    | Bill Crowley                                 |
| 1999      | Snow Falling on Cedars            | Dr. Whitman                                  |
| 2000      | Dancer in the Dark                | Fiscal de distrito                           |
| 2000      | ER                                | Bruce Resnick                                |
| 2001      | Hannibal                          | Dr. Cordell Doemling                         |
| 2001      | Black Hawk Down                   | Teniente coronel Gary Harrell                |
| 2002      | Unfaithful                        | Detective Dean                               |
| 2002      | 24                                | Andre Drazen (14 episodios)                  |
| 2003      | Dogville                          | Ben                                          |
| 2003      | The West Wing                     | Steve Atwood (2 episodios)                   |
| 2004      | The Manchurian Candidate          | Vaughn Utly                                  |
| 2005      | Manderlay                         | Dr. Héctor                                   |
| 2006      | The Hoax                          | Ralph Graves                                 |
| 2006      | Law & Order: Special Victims Unit | Everett Drake                                |
| 2006      | Bones                             | Carl Decker                                  |
| 2006      | Shark                             | Eliot Dasher                                 |
| 2006      | Cold Case                         | John Doe                                     |
| 2007      | Ascension Day                     | Master Travis                                |
| 2007      | Damages                           | Raymond "Ray" Fiske (1ª temporada)           |
| 2007      | Live Free or Die Hard             | Molina                                       |
| 2007      | Lost                              | Edmund Burke (1 episodio)                    |
| 2008      | In Bruges                         | Hombre canadiense                            |
| 2008      | The Mentalist (TV)                | Dr. Linus Wagner                             |
| 2008      | Numb3rs (TV)                      | William Fraley                               |
| 2008      | John Adams                        | John Dickinson                               |
| 2008      | True Blood (TV)                   | The Magister                                 |
| 2008      | House                             | Jason                                        |
| 2009      | Héroes                            | Danko                                        |
| 2009      | Big Love                          | J.J.                                         |
| 2010      | The Event (TV)                    | Blake Sterling                               |
| 2012      | Argo                              | Robert Pender                                |
| 2014-2019 | Madam Secretary (TV)              | Russell Jackson                              |
| 2020      | El espía inglés                   |                                              |
| 2021      | El ultimo duelo                   | Le Coq                                       |
| 2022      | Låt den rätte komma in            | Arthur                                       |
| 2022      | Now and Then (TV)                 | Sullivan                                     |
| 2023      | The Walking Dead: Dead City (TV)  | El Croata                                    |